# Nazionale maschile di football americano dell'India
La nazionale di football americano dell'India è la selezione maggiore maschile di football americano , che rappresenta l'India nelle varie competizioni ufficiali o amichevoli riservate a squadre nazionali.

## Risultati
Legenda: Grassetto: Risultato migliore, Corsivo: Mancate partecipazioni

## Dettaglio stagioni

### Amichevoli
| Stagione | Vin | Par | Per | Tot | PF | PS | avversaria   |
| -------- | --- | --- | --- | --- | -- | -- | ------------ |
| 2016     | 0   | 0   | 1   | 1   | 6  | 27 | EAFL Falcons |
| Totale   | 0   | 0   | 1   | 1   | 6  | 27 |              |

Fonte: americanfootballitalia.com

### Riepilogo partite disputate
| Anno | Luogo     | Evento     | Fase del torneo | Incontro             | Risultato |
| 2016 | Hyderabad | Amichevole |                 | India - EAFL Falcons | 6 - 27    |